# Municípios com maior população de habitantes de língua romanche na Suíça
Esta é uma lista com os 15 municípios da Suíça com maior população de habitantes que têm, como língua materna, o romanche, com base nos dados do censo de 2000 . Como o referido idioma é oficial apenas no cantão de Grisões, é normal que quase todos os municípios listados pertençam a este cantão. Fora dos Grisões, aparece apenas Zurique, com 736 pessoas que têm o romanche como língua materna.
De acordo com o censo de 2000, a população de língua romanche na Suíça era de 35.097 pessoas, sendo que, destes, 28.037 (ou seja, cerca de 80%) encontravam-se no cantão dos Grisões.

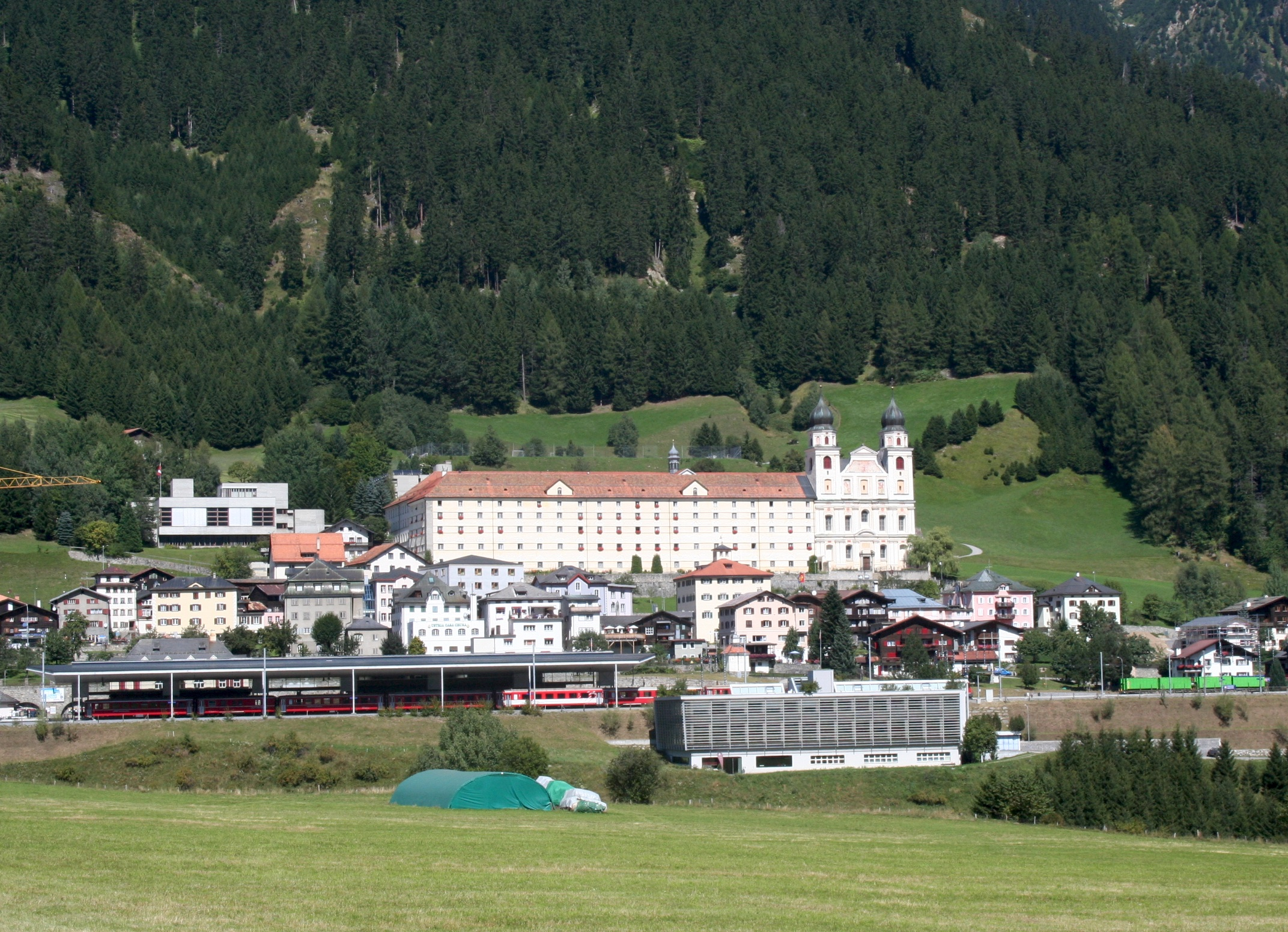
Disentis/Mustér é a cidade com maior população de língua romanche na Suíça

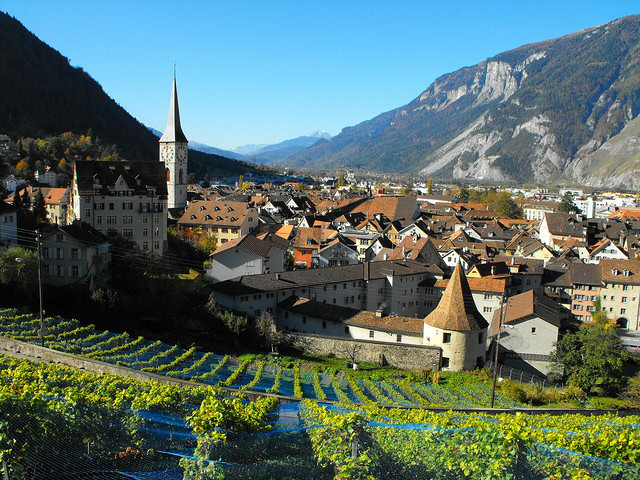
Coira, a capital do cantão de Grisões, tem a segunda maior população de língua romanche no país

| #  | Localidade      | Cantão  | População de língua romanche |
| -- | --------------- | ------- | ---------------------------- |
| 1  | Disentis/Mustér | Grisões | 1.775                        |
| 2  | Coira           | Grisões | 1.339                        |
| 3  | Sumvitg         | Grisões | 1.269                        |
| 4  | Tujetsch        | Grisões | 1.116                        |
| 5  | Trun            | Grisões | 1.109                        |
| 6  | Scuol           | Grisões | 1.089                        |
| 7  | Breil/Brigels   | Grisões | 1.035                        |
| 8  | Zurique         | Zurique | 736                          |
| 9  | Domat/Ems       | Grisões | 676                          |
| 10 | Ilanz           | Grisões | 658                          |
| 11 | Sent            | Grisões | 636                          |
| 12 | Müstair         | Grisões | 628                          |
| 13 | Zernez          | Grisões | 605                          |
| 14 | Savognin        | Grisões | 531                          |
| 15 | Laax            | Grisões | 495                          |